# Byiza Renus Uhiriwe
Byiza Renus Uhiriwe (* 1. April 2001 in Musanze) ist ein ruandischer Radrennfahrer.

## Sportlicher Werdegang
Uhiriwe wuchs im Norden Ruandas auf und wurde durch das dort befindliche Africa Rising Cycling Center zum Radsport hingezogen. Als Junior gewann er 2018 die Landesmeisterschaften im Einzelzeitfahren und 2019 in Äthiopien die Afrikameisterschaften im Straßenrennen.
2020 wurde er vom ruandischen Team Benediction Ignite verpflichtet und konnte mit der Tropicale Amissa Bongo und der Tour du Rwanda zwei der wichtigsten Etappenrennen Afrikas bestreiten, bevor die Corona-Pandemie seiner Karriere eine Pause bereitete. 2021 wurde er von der italienischen Nachwuchsmannschaft Team Qhubeka verpflichtet, die er 2022 nach einem Streit verlassen musste. Nach einem Intermezzo beim südafrikanischen ProTouch-Team fuhr er 2023 für das französische Team CR4C Roanne. 2022 gewann er bei den Afrikameisterschaften den U23-Titel im Einzelzeitfahren, ein Jahr später siegte er im U23-Straßenrennen.
Außer bei Afrikameisterschaften vertrat Mugisha sein Land seit 2018 regelmäßig bei den Straßenradsport-Weltmeisterschaften und zudem bei den Commonwealth Games 2022. Wiederholt platzierte er sich auf dem Podium bei ruandischen Meisterschaften.

## Erfolge
2018
- Ruandischer Meister – Einzelzeitfahren (Junioren)

2019
- Afrikameister – Straßenrennen (Junioren)
- Afrikameisterschaften – Mannschaftszeitfahren (Junioren)

2022
- Afrikameister – Einzelzeitfahren (U23)

2023
- Afrikameister – Straßenrennen (U23)
- Afrikameisterschaften – Mannschaftszeitfahren